# Tanvi
Tanvi est une commune rurale située dans le département de Koubri de la province du Kadiogo dans la région Centre au Burkina Faso. En 2006, cette localité comptait 2 769 habitants dont 49,6 % de femmes.